# プジョー・206
プジョー・206（Peugeot 206 ）は、フランスの自動車会社プジョーが1998年から2012年まで生産していた乗用車である。

## 概要
205の後継車として、1998年9月のパリサロンで発表された。デザインはそれまでのピニンファリーナではなく社内デザインチームが手掛けており、当モデル以降のデザインは社内で手掛けるようになっている。日本ではお洒落なイメージの定着と手頃な価格で大ヒットしプジョー・ジャポンの屋台骨を支えるモデルとなり、2000年に同社の年間販売台数は1万台を超えた。
右ハンドル仕様はイギリス・コヴェントリー近郊のライトン (Ryton) 工場で生産されていた。同工場は1979年にクライスラー・ヨーロッパから買収したものであったが、後継モデルへの移行を機として2007年1月に閉鎖、生産は東欧に移管された。
その後は後継車となる207や208が発売されるが、廉価モデルを中心として2012年まで併売が続けられた。

## 日本における歴史
- 1999年（平成11年）
  - 5月 - 1.4LSOHCエンジンの「XT(3/5ドア)」（型式・GF-T14）、1.6LSOHCエンジンの「XS(3ドア)」と「XTプレミアム(5ドア)」（型式・GF-T16）が導入開始。全車右ハンドル+5速MTの組み合わせで1.4Lのみ4速ATの設定があった。
  - 6月 - 3ドアのスポーツモデルとして、2.0LDOHCエンジン・5速MTの「S16」（型式・GF-T1S16）を発売。
  - 11月 - 「S16」ベースとした「206GT」が50台限定で発売。
- 2001年（平成13年）
  - 2月 - 1.6LエンジンをSOHCからDOHCに変更し4速ATを追加（型式・3ドアGF-T16XS、5ドアGF-T16XT）。同時に熱線反射フロントガラス、運転席シートリフター、後席中央ヘッドレスト&3点式シートベルトなどを全モデルへ標準化。
  - 4月 - 1.4Lの仕様変更（型式・MT車GF-T14M、AT車GF-T14A）。電動開閉式メタルルーフのコンバーチブル「206CC」発売。当初は1.6L+4速ATのみの設定（型式・GF-A206CC）。
  - 9月 - 仕様変更（型式・1.4LエンジンGF-T14L4、1.6LエンジンGF-T16L4、2.0LエンジンGF-T1S16L4）。
- 2002年（平成14年）
  - 5月 - 「206CC」にスポーツモデルとして、2.0LDOHCエンジン･5速MTの「S16」（型式・GF-M206CC）を追加。
  - 9月 - 1.4L+4速ATの5ドアに「XTリミテッド」（型式・GH-T1KFW）が限定で販売。1.6Lの仕様変更（型式・GH-T1NFU）。また全仏オープンテニス公式スポンサーとしての特別限定モデルで、1.6L+4速ATの5ドアに専用ボディカラー「タイブレーク・グリーン」にグリーンとタンの2トーンレザー内装、パノラミックルーフ等の豪華装備を備えた「206ローラン・ギャロス」（型式・GH-T16RG）を400台限定で発売。
  - 10月 - ワゴンモデルの「206SW」発売。日本では1.6Lの「XS」5速MTと4速AT（型式・GH-2EKNFU）と2.0Lの「S16」5速MT（型式・GH-2EKRFN）の2グレードを設定。
- 2003年（平成15年）
  - 1月 - 1.4Lの5ドア「XT」と入れ替えに、エントリーグレードとして「Style」5速MTと4速AT（型式・GH-T1KFW）を追加。
  - 5月 - 前年に限定発売された「ローラン・ギャロス」が、1.6L+4速ATの5ドアとCCに、合わせて250台限定で販売。
  - 7月 - 1.4L「Style」のフロントバンパーを形状変更し一部内外装が上級グレードと統一される。
  - 8月 - 1.6L、2.0Lの仕様変更。「ローラン・ギャロス」がカタログモデルになる。
  - 10月 - 2.0L+5速MTに、WRCのイメージを踏襲する3ドアのスポーティモデル「206RC」（型式・GH-206RC）を追加。日本でも左ハンドルのみの設定。
  - 11月 - 「206SW」の1.6L「XS」5速MTと4速ATをベースにした[注 1]「SWオーディオ・ナビパッケージ」を限定で発売。
  - 12月 - 1.4Lの5ドア「Style」4速ATをベースにした[注 2]「スタイルサウンドプラス」が限定で発売。
- 2004年（平成16年）
  - 1月 -  「206SW」の1.6L「XS」4速ATをベースに、スポーツブランド「クイックシルバー」とのコラボレーションしたモデルとして「SWクイックシルバー」を限定で発売。
  - 4月 - 仕様変更。
  - 5月 - 「206CC」の1.6L･4速ATに「CCカラーライン」（型式・GF-A206CC）を追加。
  - 6月 - 1.4Lの5ドア「Style」をベースにした[注 3]「スタイルプレミアム」を300台限定で発売。
  - 7月 - 1.6Lの3ドア「XS」をベースにした[注 4]「セリースペシャル」を150台限定で発売。
  - 9月 - 1.6Lの5ドア「XTプレミアム」4速ATをベースにした[注 5]「グリフ」を限定で発売。 「206SW」の1.6L「XS」4速ATをベースにした「SWセリースペシャル」を300台限定で発売。
  - 12月 -  「206SW」の1.6L「XS」4速ATをベースにした「SWクイックシルバーサウンドリミテッド」を限定で発売。
- 2005年（平成17年）
  - 4月 - 1.6Lの5ドア「XTプレミアム」と入れ替えに、XS同様の外観と大型グラスルーフを備えた5ドアの「Cielo」4速AT（型式・GH-T1NFU）を追加。[注 6] 「206CC」の1.6L+4速ATをベースにした[注 7]「CCミッドナイトブルー」を限定で発売。
  - 5月 - 「206CC」の1.6L+4速ATをベースにした「CCローラン・ギャロス」を限定で発売。
- 2006年（平成18年）
  - 1月 - 1.6Lの5ドア「XTプレミアム」4速ATと「206CC」の1.6L+4速ATをベースにした「グリフ」「CCグリフ」を限定で発売。
  - 6月 - 仕様変更。
  - 9月 - 「206CC」の1.6L+4速ATをベースにした「CC-RC」を150台限定で発売。
- 2007年（平成19年）
  - 3月 - 後継車となる207の日本導入開始や長期のユーロ高などの要因が重なり輸入中止。在庫が無くなり次第販売終了となる。

## ボディバリエーション

### 日本向け正規輸入モデル
206 3ドアハッチバック
206GT
WRカー206WRCのホモロゲーションを取得するため、S16ベースでバンパーを延長し、4メートルの全長を確保したモデル。計4000台が生産され、日本では50台が販売された。
206 5ドアハッチバック
206CC
オープンボディ版。電動開閉式のハードトップとしたもので、日本での価格設定は300万円以下の戦略的な価格設定となっていた。開発にはフランスの自動車車体メーカー、ユーリエ社が全面協力した。"CC" は、"Coupé Cabriolet" (クーペカブリオレ) の略であるが、"Coup de Coeur" (ハートに一目惚れ) という隠れた意味も持つ。仕様上では4人乗りだが後部シートは狭く、実用上は2人が適している。
206SW
ステーションワゴン版。"SW"とは"Sport Wagon" (スポーツワゴン) の略とも"Station Wagon" (ステーションワゴン) の略とも、様々なイメージを持ってもらうことを狙って付けられた名称である。リアドアが専用設計でドアノブがピラーに内蔵されている。

### 日本国外モデル
206SD
2006年初頭に追加されたイラン･コードロ社との共同開発による4ドアセダンモデル。同社のイラン工場にて生産され西欧や地中海諸国へも輸出されていた。日本へは未導入。ハッチバックに対しリアオーバーハングを大幅に引き伸ばしたことからトランクルームが拡大されている。
206+（または207他）
2008年にプジョーのブラジル法人が半ば独自開発した206のビッグマイナーチェンジ版で、CCを除く全ボディタイプが用意される。
内外装を207と共通の意匠へ変更し、サスペンションとギアボックスを道路事情に合わせ改良したモデルであり、207をヨーロッパから輸入しないブラジルではこのモデルを「207 Brasil」という名称で販売する計画であった。だが、すぐに'Brasil'は外され単なる「207」として販売したためにメディアや市場から多くの批判を受けた。
アルゼンチンやウルグアイなど一部地域では207CCが輸入販売されるため「207 Compact」を名乗り、同市場ではSWに相当するモデルの設定がない。2013年初頭よりブラジル工場にて208の現地生産が開始されたため、南米仕様車は2014モデルから大幅にラインナップ縮小を行い段階的に廃止されていく予定である。
欧州(左ハンドル諸国のみ)では大型化された207の販売不振と低価格設定のダチア車をルーマニアから輸入販売しているルノーへの対抗策などからフランスにおいて同車を「206+」として生産し2009年から2012年まで販売していた。

東南アジアでは2010年からナザ社が206のダッシュボードを持つ右ハンドル仕様の4ドアセダンを「207 Sedan」として現地生産しインドネシア、タイ、ブルネイ、スリランカなどへも輸出していたが、2013年に208の輸入販売を開始し生産終了となった。

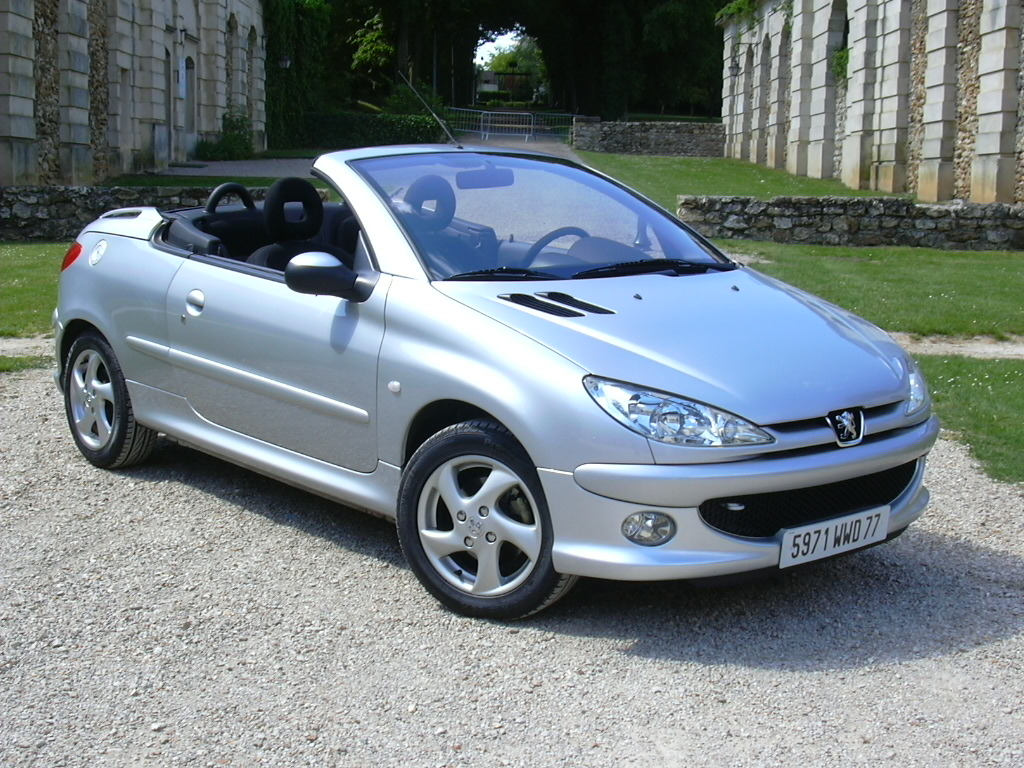
206CC
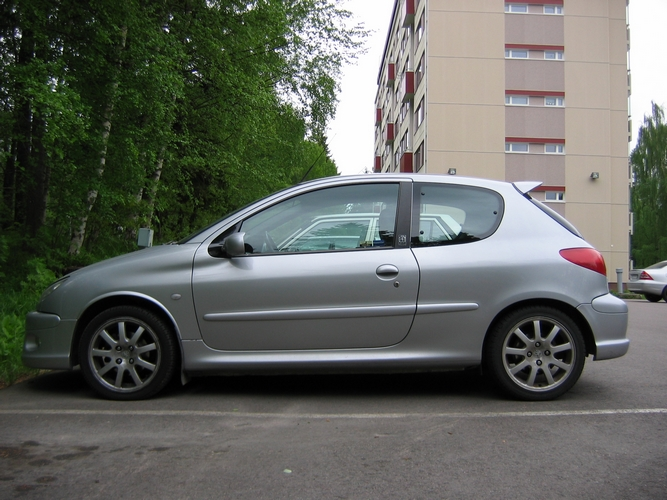
206GT
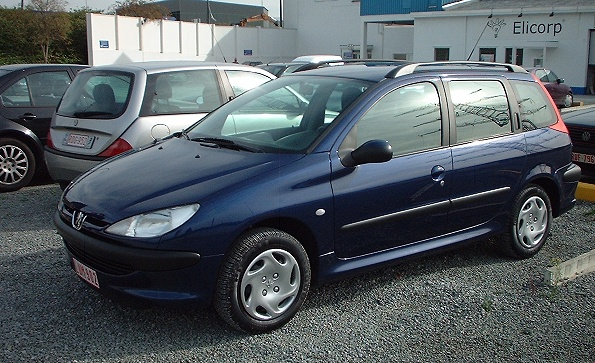
206SW
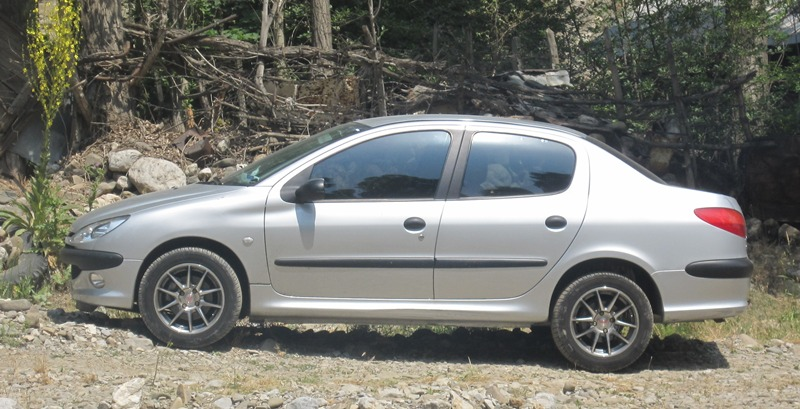
206SD
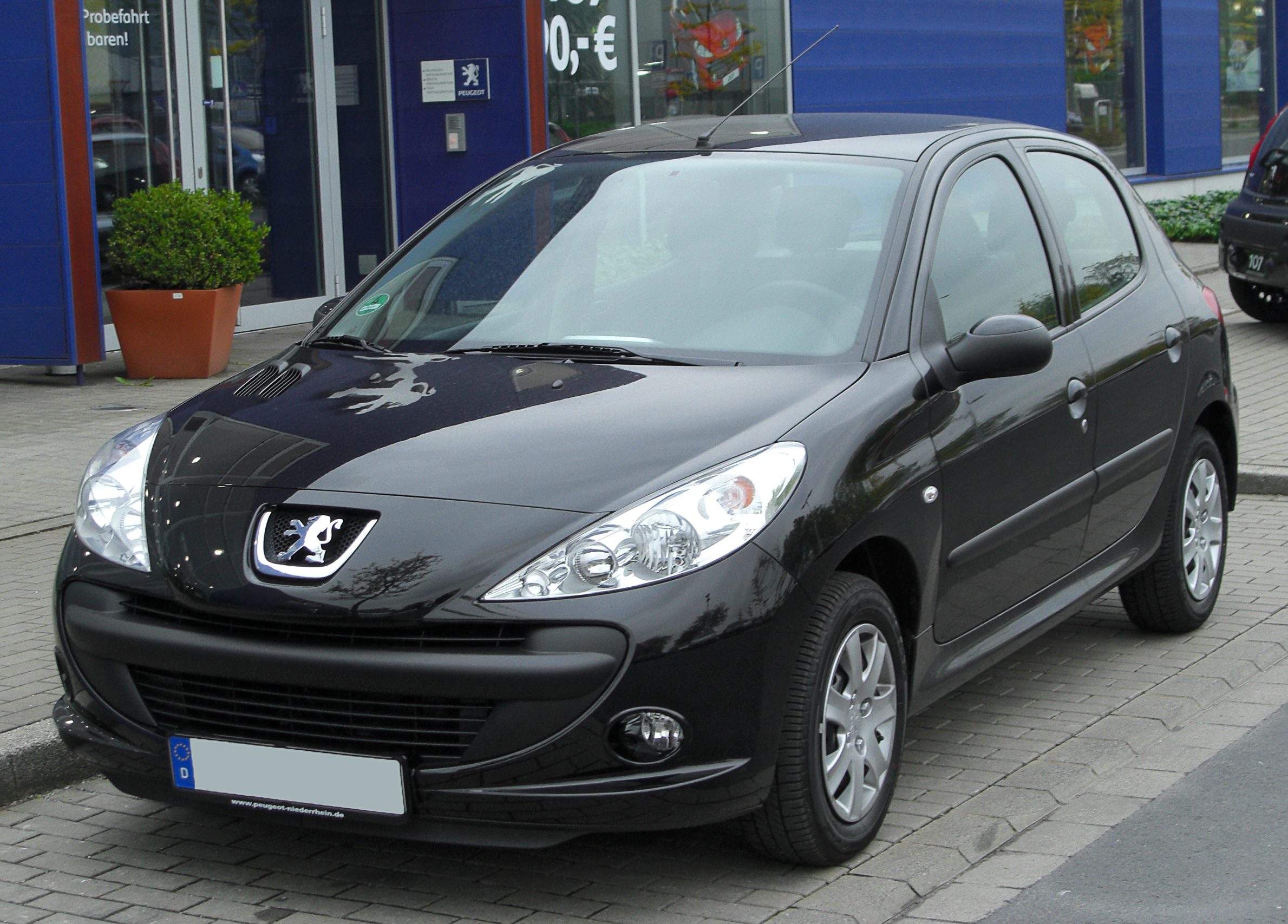
206+

## WRC

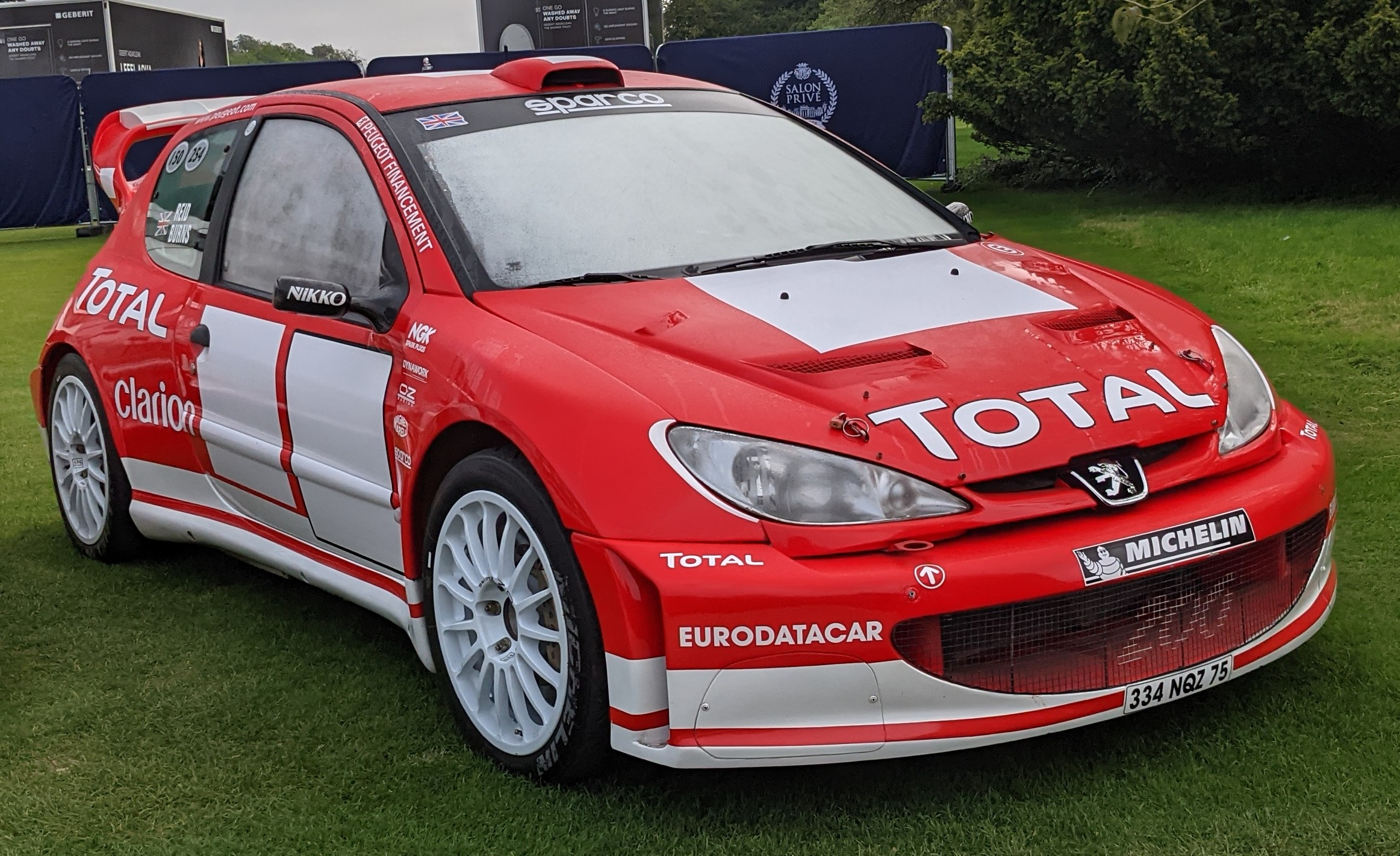
206 WRC

1990年代に306 Maxiをベースとした二輪駆動のラリーカーで国内規模で活動していたプジョーだが、1999年から206をベースとした本格的な四輪駆動+ターボエンジンのWRカーである『206 WRC』をWRC（世界ラリー選手権）に投入した。
販促上の事情とはいえ、スペースと高速安定性に不安のあるBセグメント車に2.0L直列4気筒のターボエンジンと競技用四輪駆動システムを押し込むのは様々な技術的困難がつきまとったが、2000〜2002年の製造者部門を3連覇、および2000・2002年のドライバー/ナビゲーター部門を制覇し、グループB時代の205 T16の栄光を再現することに成功した。